# العلاقات الفلبينية المصرية
العلاقات الفلبينية المصرية هي العلاقات الثنائية التي تجمع بين الفلبين ومصر.

## مقارنة بين البلدين
هذه مقارنة عامة ومرجعية للدولتين:
| وجه المقارنة                                              | الفلبين                       | مصر           |
| --------------------------------------------------------- | ----------------------------- | ------------- |
| المساحة (كم2)                                             | 343.45 ألف                    | 1.01 مليون    |
| عدد السكان (نسمة)                                         | 104.92 مليون                  | 94.80 مليون   |
| الكثافة السكانية (ن./كم²)                                 | 305.49                        | 93.86         |
| العاصمة                                                   | مانيلا                        | القاهرة       |
| اللغة الرسمية                                             | اللغة الفلبينية، لغة إنجليزية | اللغة العربية |
| العملة                                                    | بيسو فلبيني                   | جنيه مصري     |
| الناتج المحلي الإجمالي (بليون دولار)                      | 313.60 مليار                  | 235.37 مليار  |
| الناتج المحلي الإجمالي (تعادل القوة الشرائية) بليون دولار | 743.90 مليار                  | 998.67 مليار  |
| الناتج المحلي الإجمالي الاسمي للفرد دولار أمريكي          | 2.90 ألف                      | 3.61 ألف      |
| الناتج المحلي الإجمالي للفرد دولار أمريكي                 | 7.39 ألف                      |               |
| مؤشر التنمية البشرية                                      | 0.668                         | 0.690         |
| رمز المكالمات الدولي                                      | +63                           | +20           |
| رمز الإنترنت                                              | .ph                           | .eg، .مصر     |
| المنطقة الزمنية                                           | توقيت الفلبين                 | ت ع م+02:00   |

## منظمات دولية مشتركة
يشترك البلدان في عضوية مجموعة من المنظمات الدولية، منها:
| علم المنظمة | اسم المنظمة                               | تاريخ انضمام الفلبين | تاريخ انضمام مصر |
| ----------- | ----------------------------------------- | -------------------- | ---------------- |
|             | مؤسسة التنمية الدولية                     | 28 أكتوبر 1960       | 26 أكتوبر 1960   |
|             | يونسكو                                    | 21 نوفمبر 1946       | 22 يناير 1947    |
|             | وكالة ضمان الاستثمار متعدد الأطراف        | 8 فبراير 1994        | 12 أبريل 1988    |
|             | الأمم المتحدة                             | 24 أكتوبر 1945       | 24 أكتوبر 1945   |
|             | الفريق المعني برصد الأرض                  | ?                    | فبراير 2005      |
|             | الاتحاد البريدي العالمي                   | ?                    | ?                |
|             | البنك الدولي للإنشاء والتعمير             | 27 ديسمبر 1945       | 27 ديسمبر 1945   |
|             | المنظمة الهيدروغرافية الدولية             | ?                    | 21 يونيو 1921    |
|             | الاتحاد الدولي للاتصالات                  | 25 مايو 1912         | 9 ديسمبر 1876    |
|             | مؤسسة التمويل الدولية                     | 12 أغسطس 1957        | 20 يوليو 1956    |
|             | المركز الدولي لتسوية المنازعات الاستشارية | 17 ديسمبر 1978       | 2 يونيو 1972     |
|             | منظمة التجارة العالمية                    | 1995                 | 30 يونيو 1995    |
|             | منظمة الشرطة الجنائية الدولية             | ?                    | 7 سبتمبر 1923    |

## وصلات خارجية
- موقع وزارة الخارجية الفلبينية
- موقع وزارة الخارجية المصرية